# 孫偉勇

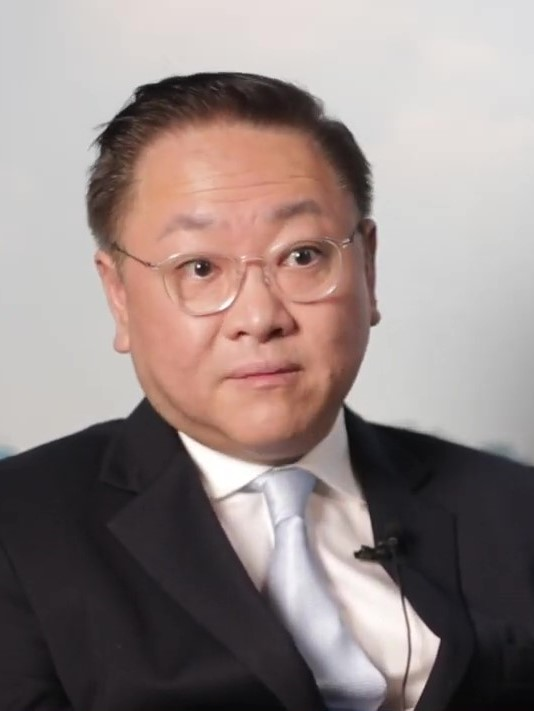
孫偉勇

孫偉勇，（1972年4月—），香港商人、政治人物，第十四屆港區全國人大代表。

## 生平
孫偉勇爲孫中山兄長孫眉的玄孫，1972年4月生於香港。
孫偉勇畢業於美國康耐爾大學，目前擔任中國和平統一促進會香港總會常務副會長，香港中華聯誼會副會長，中華海外聯誼會常務理事，中國宋慶齡基金會理事，香港中山社團總會榮譽會長等職務。
2022年12月，當選香港特別行政區第十四屆全國人大代表。

## 外部鏈接
- 孫偉勇 | 立法會選舉2021候選人名單 | 香港01 （页面存档备份，存于）